# Spojené státy americké na Letních olympijských hrách 1952
Spojené státy americké na Letních olympijských hrách v roce 1952 ve finských Helsinkách reprezentovalo 286 sportovců, z toho 41 žen a 245 mužů, ve 18 sportech.

## Medailisté
| Medaile | Jméno | Sport             | Soutěž                                         |
| ------- | --- | ----------------- | ---------------------------------------------- |
| Zlato   | Lindy Remigino | Atletika          | Muži 100 m                                     |
| Zlato   | Andy Stanfield | Atletika          | Muži 200 m                                     |
| Zlato   | Mal Whitfield | Atletika          | Muži 800 m                                     |
| Zlato   | Harrison Dillard | Atletika          | Muži 110 m překážek                            |
| Zlato   | Charles Moore | Atletika          | Muži 400 m překážek                            |
| Zlato   | Horace Ashenfelter | Atletika          | Muži 3000 m steeplechase                       |
| Zlato   | Harrison Dillard Lindy Remigino Dean Smith Andy Stanfield | Atletika          | Muži štafeta 4 × 100 m                         |
| Zlato   | Walt Davis | Atletika          | Muži skok vysoký                               |
| Zlato   | Bob Richards | Atletika          | Muži skok o tyči                               |
| Zlato   | Jerome Biffle | Atletika          | Muži skok daleký                               |
| Zlato   | Parry O'Brien | Atletika          | Muži vrh koulí                                 |
| Zlato   | Sim Iness | Atletika          | Muži hod diskem                                |
| Zlato   | Cyrus Young | Atletika          | Muži hod oštěpem                               |
| Zlato   | Bob Mathias | Atletika          | Muži desetiboj                                 |
| Zlato   | Mae Faggs Catherine Hardy Barbara Jones Janet Moreau | Atletika          | Ženy štafeta 4 × 100 m                         |
| Zlato   | Ron Bontemps Marc Freiberger Wayne Glasgow Charlie Hoag Bill Hougland John Keller Dean Kelley Bob Kenney Bob Kurland Bill Lienhard Clyde Lovellette Frank McCabe Dan Pippin Howie Williams | Basketbal         | Turnaj mužů                                    |
| Zlato   | Nathan Brooks | Box               | Muži váha muší do 51 kg                        |
| Zlato   | Charles Adkins | Box               | Muži velterová váha do 63,5 kg                 |
| Zlato   | Floyd Patterson | Box               | Muži váha střední do 75 kg                     |
| Zlato   | Norvel Lee | Box               | Muži váha polotěžká do 81 kg                   |
| Zlato   | Edward Sanders | Box               | Muži váha těžká nad 81 kg                      |
| Zlato   | Frank Havens | Kanoistika        | Muži C1 10 000 m                               |
| Zlato   | David Browning | Skoky do vody     | Muži prkno 3 m                                 |
| Zlato   | Sammy Lee | Skoky do vody     | Muži věž 10 m                                  |
| Zlato   | Pat McCormicková | Skoky do vody     | Ženy prkno 3 m                                 |
| Zlato   | Pat McCormicková | Skoky do vody     | Ženy věž 10 m                                  |
| Zlato   | Charles Logg Thomas Price | Veslování         | Muži dvojka bez kormidelníka                   |
| Zlato   | Robert Detweiler James Dunbar William Fields Wayne Frye Charles Manring Richard Murphy Henry Proctor Frank Shakespeare Edward Stevens                                                      | Veslování         | Muži osmiveslice                               |
| Zlato   | Joe Benner | Sportovní střelba | Muži 50 metrů libovolná pistole                |
| Zlato   | Clarke Scholes | Plavání           | Muži 100 m volný způsob                        |
| Zlato   | Ford Konno | Plavání           | Muži 1500 m volný způsob                       |
| Zlato   | Yoshi Oyakawa | Plavání           | Muži 100 m znak                                |
| Zlato   | Ford Konno Jimmy McLane Wayne Moore Bill Woolsey | Plavání           | Muži štafeta 4 × 200 m volný způsob            |
| Zlato   | Tommy Kono | Vzpírání          | Muži lehká váha 67,5 kg                        |
| Zlato   | Peter George | Vzpírání          | Muži střední váha do 75 kg                     |
| Zlato   | Norbert Schemansky | Vzpírání          | Muži polotěžká váha do 90 kg                   |
| Zlato   | John Davis | Vzpírání          | Muži těžká váha nad 90 kg                      |
| Zlato   | William Smith | Zápas             | Muži volný styl do 73 kg                       |
| Zlato   | Britton Chance Edgar White Sumner White | Jachting          | Muži třída 5½ m                                |
| Zlato   | Everard Endt John Morgan Eric Ridder Julian Roosevelt Emelyn Whiton Herman Whiton | Jachting          | Muži třída 6 m                                 |
| Stříbro | Thane Baker | Atletika          | Muži 200 m                                     |
| Stříbro | Bob McMillen | Atletika          | Muži 1500 m                                    |
| Stříbro | Jack Davis | Atletika          | Muži 110 m překážek                            |
| Stříbro | Gene Cole Ollie Matson Charles Moore Mal Whitfield | Atletika          | Muži štafeta 4 × 400 m                         |
| Stříbro | Ken Wiesner | Atletika          | Muži skok vysoký                               |
| Stříbro | Don Laz | Atletika          | Muži skok o tyči                               |
| Stříbro | Meredith Gourdine | Atletika          | Muži skok daleký                               |
| Stříbro | Darrow Hooper | Atletika          | Muži vrh koulí                                 |
| Stříbro | Bill Miller | Atletika          | Muži hod oštěpem                               |
| Stříbro | Milton Campbell | Atletika          | Muži desetiboj                                 |
| Stříbro | Miller Anderson | Skoky do vody     | Muži prkno 3 m                                 |
| Stříbro | Paula Myers-Pope | Skoky do vody     | Ženy věž 10 m                                  |
| Stříbro | Ford Konno | Plavání           | Muži 400 m volný způsob                        |
| Stříbro | Bowen Stassforth | Plavání           | Muži 200 m prsa                                |
| Stříbro | Stanley Stanczyk | Vzpírání          | Muži lehkotěžká váha do 82,5 kg                |
| Stříbro | James Bradford | Vzpírání          | Muži Muži těžká váha nad 90 kg                 |
| Stříbro | Jay Thomas Evans | Zápas             | Muži volný styl do 67 kg                       |
| Stříbro | Henry Wittenberg | Zápas             | Muži volný styl do 87 kg                       |
| Stříbro | John Price John Reid | Jachting          | Muži třída star                                |
| Bronz   | James Gathers | Atletika          | Muži 200 m                                     |
| Bronz   | Ollie Matson | Atletika          | Muži 400 m                                     |
| Bronz   | Arthur Barnard | Atletika          | Muži 110 m překážek                            |
| Bronz   | James Fuchs | Atletika          | Muži vrh koulí                                 |
| Bronz   | James Dillion | Atletika          | Muži hod diskem                                |
| Bronz   | Floyd Simmons | Atletika          | Muži desetiboj                                 |
| Bronz   | Bob Clotworthy | Skoky do vody     | Muži prkno 3 m                                 |
| Bronz   | Zoe Olsen-Jensen | Skoky do vody     | Ženy prkno 3 m                                 |
| Bronz   | Juno Irwin | Skoky do vody     | Ženy věž 10 m                                  |
| Bronz   | Charles Hough, Jr. Walter Staley John Wofford | Jezdectví         | Jezdecká všestrannost – družstva               |
| Bronz   | Arthur McCashin John Russell William Steinkraus | Jezdectví         | Parkurové skákání – družstva                   |
| Bronz   | Matthew Leanderson Carl Lovested Albert Rossi Alvin Ulbrickson Richard Wahlstrom | Veslování         | Muži čtyřka s kormidelníkem                    |
| Bronz   | Arthur Jackson | Sportovní střelba | Muži 50 metrů libovolná malorážka 60 ran vleže |
| Bronz   | Jack Taylor | Plavání           | Muži 100 m znak                                |
| Bronz   | Evelyn Kawamoto | Plavání           | Ženy 400 m volný způsob                        |
| Bronz   | Jody Alderson Evelyn Kawamoto Jackie LaVine Marilee Stepan | Plavání           | Ženy štafeta 4 × 100 m volný způsob            |
| Bronz   | Josiah Henson | Zápas             | Muži volný styl do 62 kg                       |